# UCI Europe Tour 2020
El UCI Europe Tour 2020 fue la decimosexta edición del calendario ciclístico internacional europeo. Se inició el 25 de enero de 2020 en Turquía con el GP Belek y finalizó el 12 de octubre de 2020 con la Clásica de Ordizia en España. En principio, se disputarían 230 competencias, otorgando puntos a los primeros clasificados de las etapas y a la clasificación final, aunque el calendario sufrió modificaciones a lo largo de la temporada con la inclusión de nuevas carreras o exclusión de otras y finalmente se celebraron 83 carreras.

## Equipos
Los equipos que podían participar en las diferentes carreras dependía de la categoría de las mismas. Los equipos UCI WorldTeam y UCI ProTeam tenían cupo limitado para competir de acuerdo al año correspondiente establecido por la UCI, los equipos UCI Continentales y selecciones nacionales no tenían restricciones de participación:
| Categoría      | Categoría                       | Equipos                                                                                    |
| -------------- | ------------------------------- | ------------------------------------------------------------------------------------------ |
| .1             | 1.1 (Carrera de un día)         | * UCI WorldTeam (max 50%) * UCI ProTeam * Continentales * Selecciones nacionales           |
| .1             | 2.1 (Carrera de varios días)    | * UCI WorldTeam (max 50%) * UCI ProTeam * Continentales * Selecciones nacionales           |
| .2             | 1.2 (Carrera de un día)         | * UCI ProTeam * Continentales * Selecciones nacionales * Selecciones regionales * Amateurs |
| .2             | 2.2 (Carrera de varios días)    | * UCI ProTeam * Continentales * Selecciones nacionales * Selecciones regionales * Amateurs |
| .Ncup (sub-23) | 1.Ncup (Carrera de un día)      | * Selecciones nacionales * Selecciones mixtas                                              |
| .Ncup (sub-23) | 2.Ncup (Carrera de varios días) | * Selecciones nacionales * Selecciones mixtas                                              |

## Calendario
Las siguientes fueron las carreras que compusieron el calendario UCI Europe Tour para la temporada 2020 aprobado por la UCI.

### Enero
| UCI Europe Tour 2020 - enero |                             |       |                  |                 |
| Fecha                        | Carrera                     | Clase | Ganador          | Equipo          |
| ---------------------------- | --------------------------- | ----- | ---------------- | --------------- |
| 25                           | GP Belek                    | 1.2   | Emre Yavuz       | Salcano Sakarya |
| 30                           | Trofeo Las Salinas-Felanich | 1.1   | Matteo Moschetti | Trek-Segafredo  |
| 31                           | Trofeo Serra de Tramuntana  | 1.1   | Emanuel Buchmann | Bora-Hansgrohe  |

### Febrero
| UCI Europe Tour 2020 - febrero |                                      |       |                    |                       |
| Fecha                          | Carrera                              | Clase | Ganador            | Equipo                |
| ------------------------------ | ------------------------------------ | ----- | ------------------ | --------------------- |
| 1                              | Trofeo Pollensa-Andrach              | 1.1   | Marc Soler         | Movistar              |
| 2                              | Trofeo Playa de Palma-Palma          | 1.1   | Matteo Moschetti   | Trek-Segafredo        |
| 2                              | Gran Premio Ciclista la Marsellesa   | 1.1   | Benoît Cosnefroy   | AG2R La Mondiale      |
| 5-9                            | Estrella de Bessèges                 | 2.1   | Benoît Cosnefroy   | AG2R La Mondiale      |
| 9                              | GP Manavgat                          | 1.2   | Branislau Samoilau | Minsk CC              |
| 13                             | Gran Premio de Alanya                | 1.2   | Paweł Bernas       | Mazowsze Serce Polski |
| 14                             | Gran Premio de Gazipaşa              | 1.2   | Mamyr Stash        | Selección de Rusia    |
| 14-15                          | Vuelta a Murcia                      | 2.1   | Xandro Meurisse    | Circus-Wanty Gobert   |
| 16                             | GP Antalya                           | 1.2   | Maxim Piskunov     | Marathon-Tula         |
| 20-23                          | Tour de Antalya                      | 2.1   | Max Stedman        | Canyon dhb p/b Soreen |
| 21-23                          | Tour de los Alpes Marítimos y de Var | 2.1   | Nairo Quintana     | Arkéa Samsic          |
| 29                             | Gran Premio Velo Alanya              | 1.2   | Daniil Pronskiy    | Vino-Astana Motors    |
| 29                             | Ster van Zwolle                      | 1.2   | David Dekker       | SEG Racing Academy    |

### Marzo
| UCI Europe Tour 2020 - marzo |                                    |       |                   |                             |
| Fecha                        | Carrera                            | Clase | Ganador           | Equipo                      |
| ---------------------------- | ---------------------------------- | ----- | ----------------- | --------------------------- |
| 1                            | Gran Premio Manavgat-Side          | 1.2   | Alan Banaszek     | Mazowsze Serce Polski       |
| 1                            | Gran Premio Internacional de Rodas | 1.2   | Erlend Blikra     | Uno-X Norwegian Development |
| 3                            | Le Samyn                           | 1.1   | Hugo Hofstetter   | Israel Start-Up Nation      |
| 4                            | Trofej Umag-Umag Trophy            | 1.2   | Olav Kooij        | Jumbo-Visma Development     |
| 6-8                          | Vuelta a Rodas                     | 2.2   | Søren Wærenskjold | Joker Icopal                |
| 8                            | Dorpenomloop Rucphen               | 1.2   | David Dekker      | SEG Racing Academy          |
| 8                            | Gran Premio Villa de Lillers       | 1.2   | Florian Vachon    | Arkéa Samsic                |
| 8                            | Gran Premio Jean-Pierre Monseré    | 1.1   | Fabio Jakobsen    | Deceuninck-Quick Step       |
| 8                            | Porec Trophy                       | 1.2   | Olav Kooij        | Jumbo-Visma Development     |

### Julio
| UCI Europe Tour 2020 - julio |                                  |       |                   |                         |
| Fecha                        | Carrera                          | Clase | Ganador           | Equipo                  |
| ---------------------------- | -------------------------------- | ----- | ----------------- | ----------------------- |
| 15-18                        | Dookoła Mazowsza                 | 2.2   | Michael Kukrle    | Elkov-Kasper            |
| 19                           | Puchar Ministra Obrony Narodowej | 1.2   | Félix Groß        | Selección de Alemania   |
| 23-26                        | Tour de Sibiu                    | 2.1   | Gregor Mühlberger | Bora-Hansgrohe          |
| 25-26                        | In the footsteps of the Romans   | 2.2   | Norbert Banaszek  | Mazowsze Serce Polski   |
| 26                           | Gran Premio de Kranj             | 1.2   | Olav Kooij        | Jumbo-Visma Development |
| 28-31                        | Tour de Bulgaria                 | 2.2   | Patryk Stosz      | Voster ATS              |

### Agosto
| UCI Europe Tour 2020 - agosto |                                          |       |                  |                                  |
| Fecha                         | Carrera                                  | Clase | Ganador          | Equipo                           |
| ----------------------------- | ---------------------------------------- | ----- | ---------------- | -------------------------------- |
| 1-4                           | Ruta de Occitania                        | 2.1   | Egan Bernal      | INEOS                            |
| 2                             | Circuito de Guecho                       | 1.1   | Damiano Caruso   | Bahrain McLaren                  |
| 5-8                           | Tour de Szeklerland                      | 2.2   | Jakub Kaczmarek  | Mazowsze Serce Polski            |
| 5-8                           | Tour de Saboya                           | 2.2   | Pierre Rolland   | B&B Hotels-Vital Concept p/b KTM |
| 6                             | Mont Ventoux Dénivelé Challenge          | 1.1   | Aleksandr Vlasov | Astana                           |
| 6-9                           | Tour de la República Checa               | 2.1   | Damien Howson    | Mitchelton-Scott                 |
| 7-9                           | Tour de l'Ain                            | 2.1   | Primož Roglič    | Jumbo-Visma                      |
| 12-16                         | Tour Bitwa Warszawska 1920               | 2.2   | Oscar Riesebeek  | Alpecin-Fenix                    |
| 13-15                         | Baltic Chain Tour                        | 2.2   | Gert Jõeäär      | Selección de Estonia             |
| 18-21                         | Tour de Limousin                         | 2.1   | Luca Wackermann  | Vini Zabù-KTM                    |
| 27-30                         | Tour Poitou-Charentes en Nueva Aquitania | 2.1   | Arnaud Démare    | Groupama-FDJ                     |
| 29                            | Trofeo Matteotti                         | 1.1   | Valerio Conti    | UAE Emirates                     |
| 29                            | Druivenkoers Overijse                    | 1.1   | Florian Sénéchal | Deceuninck-Quick Step            |
| 29-2                          | Tour de Hungría                          | 2.1   | Attila Valter    | CCC                              |
| 29-5                          | Giro Ciclistico d'Italia                 | 2.2U  | Thomas Pidcock   | Trinity Racing                   |
| 30                            | Memorial Marco Pantani                   | 1.1   | Fabio Felline    | Astana                           |
| 31                            | Carpathian Couriers Race                 | 1.2U  | Jordan Habets    | Wielerploeg Groot Ámsterdam      |

### Septiembre
| UCI Europe Tour 2020 - septiembre |                                                        |       |                       |                                      |
| Fecha                             | Carrera                                                | Clase | Ganador               | Equipo                               |
| --------------------------------- | ------------------------------------------------------ | ----- | --------------------- | ------------------------------------ |
| 1-3                               | Vuelta a Serbia                                        | 2.2   | Martin Haring         | Dukla Banská Bystrica                |
| 1-4                               | Settimana Coppi e Bartali                              | 2.1   | Jhonatan Narváez      | INEOS Grenadiers                     |
| 3                                 | Gran Premio Develi                                     | 1.2   | Anatoliy Budyak       | Selección de Ucrania                 |
| 3-6                               | Bałtyk-Karkonosze Tour                                 | 2.2   | Stanisław Aniołkowski | CCC Development                      |
| 4                                 | Hafjell GP                                             | 1.2   | Andreas Leknessund    | Uno-X                                |
| 4                                 | Gran Premio Capadocia                                  | 1.2   | Mykhailo Kononenko    | Selección de Ucrania                 |
| 4-7                               | Belgrado-Bania Luka                                    | 2.1   | Jakub Kaczmarek       | Mazowsze Serce Polski                |
| 5                                 | Lillehammer GP                                         | 1.2   | Andreas Leknessund    | Uno-X                                |
| 5                                 | Gran Premio Monte Erciyes                              | 1.2   | Iván Smirnov          | Selección de Rusia                   |
| 6                                 | Gylne Gutuer                                           | 1.2   | Trond Trondsen        | Coop                                 |
| 6                                 | Gran Premio World's Best High Altitude                 | 1.2   | Anatoliy Budyak       | Selección de Ucrania                 |
| 6                                 | Tour de Doubs                                          | 1.1   | Loïc Vliegen          | Circus-Wanty Gobert                  |
| 8-13                              | Tour de Rumania                                        | 2.2   | Eduard-Michael Grosu  | Selección de Rumania                 |
| 9-12                              | Carrera de la Solidaridad y de los Campeones Olímpicos | 2.2   | Stanisław Aniołkowski | CCC Development                      |
| 13                                | Antwerp Port Epic                                      | 1.1   | Gianni Vermeersch     | Alpecin-Fenix                        |
| 14                                | Gran Premio Velo Erciyes                               | 1.2   | Vitaliy Buts          | Selección de Ucrania                 |
| 15                                | Gran Premio Anatolia Central                           | 1.2   | Mykhailo Kononenko    | Selección de Ucrania                 |
| 16                                | Giro de Toscana                                        | 1.1   | Fernando Gaviria      | UAE Emirates                         |
| 16-19                             | Tour de Eslovaquia                                     | 2.1   | Jannik Steimle        | Deceuninck-Quick Step                |
| 17-20                             | Tour de Malopolska                                     | 2.2   | Vojtěch Řepa          | Topforex Lapierre                    |
| 17-20                             | Ronde d'Isard                                          | 2.2U  | Xandres Vervloesem    | Lotto Soudal U23                     |
| 19                                | Giro de los Apeninos                                   | 1.1   | Ethan Hayter          | INEOS Grenadiers                     |
| 19-20                             | Gran Premio Torres Vedras-Trofeo Joaquim Agostinho     | 2.2   | Frederico Figueiredo  | Atum General-Tavira-María Nova Hotel |
| 20                                | Gooikse Pijl                                           | 1.1   | Danny van Poppel      | Circus-Wanty Gobert                  |
| 20                                | Gran Premio de Isbergues                               | 1.1   | Nacer Bouhanni        | Arkéa Samsic                         |
| 20                                | Trofeo Ciudad de San Vendemiano                        | 1.2U  | Antonio Tiberi        | Colpack Ballan                       |
| 22                                | París-Camembert                                        | 1.1   | Dorian Godon          | AG2R La Mondiale                     |
| 26-27                             | Tour de Mevlana                                        | 2.2   | Artur Yershov         | Marathon-Tula                        |
| 27                                | París-Chauny                                           | 1.1   | Nacer Bouhanni        | Arkéa Samsic                         |
| 27-5                              | Vuelta a Portugal                                      | 2.1   | Amaro Antunes         | W52-FC Porto                         |

### Octubre
| UCI Europe Tour 2020 - octubre |                                     |       |                       |                          |
| Fecha                          | Carrera                             | Clase | Ganador               | Equipo                   |
| ------------------------------ | ----------------------------------- | ----- | --------------------- | ------------------------ |
| 4                              | Piccolo Giro de Lombardía           | 1.2U  | Harry Sweeny          | Lotto Soudal U23         |
| 8-11                           | Giro del Friuli Venezia Giulia      | 2.2   | Andreas Leknessund    | Uno-X                    |
| 10                             | Visegrad 4 Bicycle Race-GP Slovakia | 1.2   | Stanisław Aniołkowski | CCC Development          |
| 11                             | París-Tours sub-23                  | 1.2U  | Rune Herregodts       | Home Solution-Soenens    |
| 12                             | Clásica de Ordizia                  | 1.1   | Simón Carr            | NIPPO DELKO One Provence |

## Clasificaciones finales
- Nota: Las clasificaciones finales fueron:[4][5]

### Individual
| Posición | Corredor             | Equipo                | Puntos  |
| -------- | -------------------- | --------------------- | ------- |
| 1.º      | Primož Roglič        | Jumbo-Visma           | 4237    |
| 2.º      | Tadej Pogačar        | UAE Emirates          | 3055    |
| 3.º      | Wout van Aert        | Jumbo-Visma           | 2700    |
| 4.º      | Mathieu van der Poel | Alpecin-Fenix         | 2040    |
| 5.º      | Jakob Fuglsang       | Astana                | 1961    |
| 6.º      | Julian Alaphilippe   | Deceuninck-Quick Step | 1795,83 |
| 7.º      | Diego Ulissi         | UAE Emirates          | 1671    |
| 8.º      | Arnaud Démare        | Groupama-FDJ          | 1550    |
| 9.º      | Marc Hirschi         | Sunweb                | 1430    |
| 10.º     | Aleksandr Vlasov     | Astana                | 1399    |

| Posiciones 11º al 20º | Posiciones 11º al 20º | Posiciones 11º al 20º      | Posiciones 11º al 20º |
| --------------------- | --------------------- | -------------------------- | --------------------- |
| 11.º                  | João Almeida          | Deceuninck-Quick Step      | 1370,33               |
| 12.º                  | Maximilian Schachmann | Bora-Hansgrohe             | 1360                  |
| 13.º                  | Wilco Kelderman       | Sunweb                     | 1328                  |
| 14.º                  | Florian Sénéchal      | Deceuninck-Quick Step      | 1325                  |
| 15.º                  | Tao Geoghegan Hart    | INEOS Grenadiers           | 1292                  |
| 16.º                  | Guillaume Martin      | Cofidis, Solutions Crédits | 1262                  |
| 17.º                  | Pascal Ackermann      | Bora-Hansgrohe             | 1248                  |
| 18.º                  | Remco Evenepoel       | Deceuninck-Quick Step      | 1193                  |
| 19.º                  | Yves Lampaert         | Deceuninck-Quick Step      | 1175                  |
| 20.º                  | Stefan Küng           | Groupama-FDJ               | 1133                  |

### Equipos
| Posición | Equipo                   | Puntos |
| -------- | ------------------------ | ------ |
| 1.º      | Alpecin-Fenix            | 4788   |
| 2.º      | Arkéa Samsic             | 3697   |
| 3.º      | Circus-Wanty Gobert      | 2778   |
| 4.º      | NIPPO DELKO One Provence | 1553   |
| 5.º      | Total Direct Énergie     | 1418   |

### Países
| Posición | País         | Puntos  |
| -------- | ------------ | ------- |
| 1.º      | Francia      | 9542,83 |
| 2.º      | Eslovenia    | 8824    |
| 3.º      | Bélgica      | 8530    |
| 4.º      | Italia       | 7375    |
| 5.º      | Países Bajos | 6249    |

### Países sub-23
| Posición | País      | Puntos  |
| -------- | --------- | ------- |
| 1.º      | Eslovenia | 3088    |
| 2.º      | Bélgica   | 2652    |
| 3.º      | Suiza     | 1869,98 |
| 4.º      | Portugal  | 1556,33 |
| 5.º      | Italia    | 1136,33 |

## Evolución de las clasificaciones
| Fecha            | Clasificación individual | Clasificación por equipos | Clasificación por países | Clasificación por países sub-23 |
| ---------------- | ------------------------ | ------------------------- | ------------------------ | ------------------------------- |
| 31 de enero      | Primož Roglič            | NTT Continental           | Bélgica                  | Bélgica                         |
| 29 de febrero    | Primož Roglič            | Arkéa Samsic              | Bélgica                  | Bélgica                         |
| 31 de marzo      | Primož Roglič            | Arkéa Samsic              | Bélgica                  | Bélgica                         |
| 30 de abril      | Primož Roglič            | Arkéa Samsic              | Bélgica                  | Bélgica                         |
| 31 de mayo       | Primož Roglič            | Arkéa Samsic              | Bélgica                  | Bélgica                         |
| 30 de junio      | Primož Roglič            | Arkéa Samsic              | Bélgica                  | Bélgica                         |
| 31 de julio      | Primož Roglič            | Arkéa Samsic              | Bélgica                  | Bélgica                         |
| 31 de agosto     | Primož Roglič            | Arkéa Samsic              | Italia                   | Bélgica                         |
| 30 de septiembre | Primož Roglič            | Arkéa Samsic              | Eslovenia                | Eslovenia                       |
| 31 de octubre    | Tadej Pogačar            | Alpecin-Fenix             | Eslovenia                | Eslovenia                       |
| 10 de noviembre  | Primož Roglič            | Alpecin-Fenix             | Francia                  | Eslovenia                       |
| Final            | Primož Roglič            | Alpecin-Fenix             | Francia                  | Eslovenia                       |